# Llibre de l'ascens i descens de l'intel·lecte
Llibre de l'ascens i descens de l'intel·lecte (Liber de ascensu et descensu intellectus) obra de Ramon Llull escrita en llatí l'any 1305 a Montpeller, és una presentació de la teoria del coneixement. S'explica que l'accés al saber és gradual i s'exemplifica amb una escala, per la qual es pot pujar o baixar, per anar a temes més o menys abstractes i complexos. Alguns dels graons es relacionen amb les bases de la seva Ars magna.